# Кольбер, Стивен
Сти́вен Тайро́н Кольбе́р (англ. Stephen Tyrone Colbert, /koʊlˈbɛər/; род. 13 мая 1964, Вашингтон, округ Колумбия, США) — американский комик, телеведущий, актёр и писатель. Наиболее известен как ведущий программы Comedy Central «Отчёт Кольбера» (2005—2014) и ток-шоу CBS «Позднее шоу со Стивеном Кольбером» (начиная с сентября 2015 года).
Кольбер выиграл пять прайм-тайм премий «Эмми», две «Грэмми» и две «Пибоди». Он был назван одним из 100 наиболее влиятельных людей по версии журнала Time в 2006 и 2012 годах. Его книга «Я — Америка (и вы можете так же!)» была названа бестселлером #1 по версии The New York Times в 2007 году.

## Ранние годы
Стивен Кольбер родился в Вашингтоне и вырос в Чарлстоне, штат Южная Каролина, в семье врача, будучи самым младшим из одиннадцати детей. В интервью Кольбер описывал своих родителей как набожных и в то же время высоко ценящих интеллектуальность людей. В семье их учили, что можно подвергать сомнению церковь, но при этом оставаться католиками. Акцент, который в его семье придавали интеллектуальности и отрицательные стереотипы, связанные с жителями южных штатов, привели к тому, что Кольбер научился сдерживать свой южный акцент в юном возрасте. Он заметил, что южан часто изображают как менее интеллектуальных, и, чтобы избежать подобных стереотипов, он научился имитировать манеру ведущих телевидения.
Его отец погиб в 1974 году вместе с двумя сыновьями Питером и Полом в авиакатастрофе. Стивен учился в Porter Gaud School, Хэмпден-Сидней-колледже и School of Speech and Communication при Северо-западном университете, где посещал в том числе уроки актёрского мастерства.
В юношестве Кольбер мечтал изучать морскую биологию, однако во время операции по восстановлению барабанной перепонки ему повредили внутреннее ухо, из-за чего он потерял возможность погружаться под воду. Эта операция также оставила его глухим на правое ухо.

## Карьера
Кольбер пришел на The Daily Show в 1997 году, когда шел второй сезон передачи. В 1999 году в качестве ведущего пришел Джон Стюарт. В это же время передача постепенно приобрела более политизированный оттенок, особенно перед выборами 2000 года. В отличие от Джона Стюарта, который, по сути, ведет передачу в качестве себя, Кольбер играл вымышленного персонажа, которого также зовут «Стивен Кольбер».
С октября 2005 года Кольбер начал вести собственную передачу The Colbert Report, где Кольбер играет роль того же персонажа, что и в The Daily Show. По формату это новостная передача, являющаяся пародией на шоу таких ведущих, как Гленн Бек и Билл О’Рейли. В апреле 2014 года стало известно, что Кольбер сменит Дэвида Леттермана на месте ведущего передачи The Late Show. Последний выпуск The Colbert Report состоялся 18 декабря 2014 года. 1 сентября 2015 года на телеканале CBS удачно стартовало The Late Show with Stephen Colbert; за первую неделю рейтинг передачи вырос на 24 %.

### Творчество
В одном из первых выпусков The Colbert Report Кольбер использовал придуманное слово «Truthiness» (от англ. truth — правда), ставшее впоследствии словом года — 2005.
Весной 2006 года журнал Time причислил Стивена Кольбера к сотне наиболее влиятельных людей года. 29 апреля 2006 года Кольбер выступил на ежегодном ужине Ассоциации корреспондентов Белого дома (англ. White House Correspondents’ Association), прочитав сатирическую речь, в которой он резко критиковал правительство Джорджа Буша и самого президента лично. Его выступление вызвало множество отзывов в СМИ. Видеозапись речи на протяжении как минимум пяти месяцев оставалась на первом месте в рейтинге наиболее скачиваемых видео iTunes Store.
В начале 2009 года Стивен призвал зрителей своего ТВ-шоу проголосовать в онлайн-опросе NASA на тему того, как лучше назвать новый модуль Международной космической станции. Стивен предложил назвать его своей фамилией — COLBERT. Несмотря на то, что он победил, модуль был назван Tranquility, однако несколько месяцев спустя именем Стивена был назван спортивный тренажер для Международной космической станции, доставленный на неё и установленный осенью 2009 года.
После конфуза команды Митта Ромни в предвыборной кампании президентских выборов в США 2012 года Кольбер публично исполнил «Амерция, Амерция…» («Amercia, Amercia…») в знаменитой патриотической песне «America the Beautiful».

### Заявка на пост президента США в 2008 году
16 октября 2007 года Кольбер заявил о своём намерении выступить в качестве кандидата на пост президента США в 2008 году.
Одним из его скандальных заявлений стало:

Если я стану президентом, я сотру с лица земли штат Джорджия. У нас больше персиков и они сочнее, чем в Джорджии.
Оригинальный текст (англ.)I promise, if elected, I will crush the state of Georgia. Our peaches are more numerous than Georgia's, they are more juiciful.
— С. Кольбер, октябрь 2007 года, Университет Южной Каролины
За кратчайшее время в его поддержку высказались более миллиона американцев, показав тем самым готовность голосовать против фаворитов.
1 ноября 2007 года демократическая партия Южной Каролины проголосовала против принятия его кандидатуры. Несколько дней спустя Кольбер заявил о прекращении своей кампании.
Несмотря на это, Джо Кесада в интервью The Colbert Report заявил, что во вселенной Marvel его позиции как кандидата ещё сильны.

### Прочее
В 2008 году профессор Джейсон Бонд назвал новый вид паука Aptostichus stephencolberti в честь Стивена Кольбера.
Профессор Билл П. Старк назвал открытый в 2008 году вид веснянок Diamphipnoa colberti в честь Кольбера.
Американские энтомологи Квентин Вилер и Келли Миллер дали имя Agaporomorphus colberti новому виду жуков-плавунцов в честь актёра и приурочили это событие к его 45-летию.
В 2014 году один из новых открытых видов подсемейства Браконид — Aleiodes colberti, также получил имя в честь Стивена Кольбера.
В 2016 году энтомолог Майкл Ферро из Университета Клемсона назвал в честь Кольбера новый вид жуков, относящихся к североамериканскому роду Sonoma, входящему в семейство стафилинид (Staphylinidae), Sonoma colberti.

## Личная жизнь

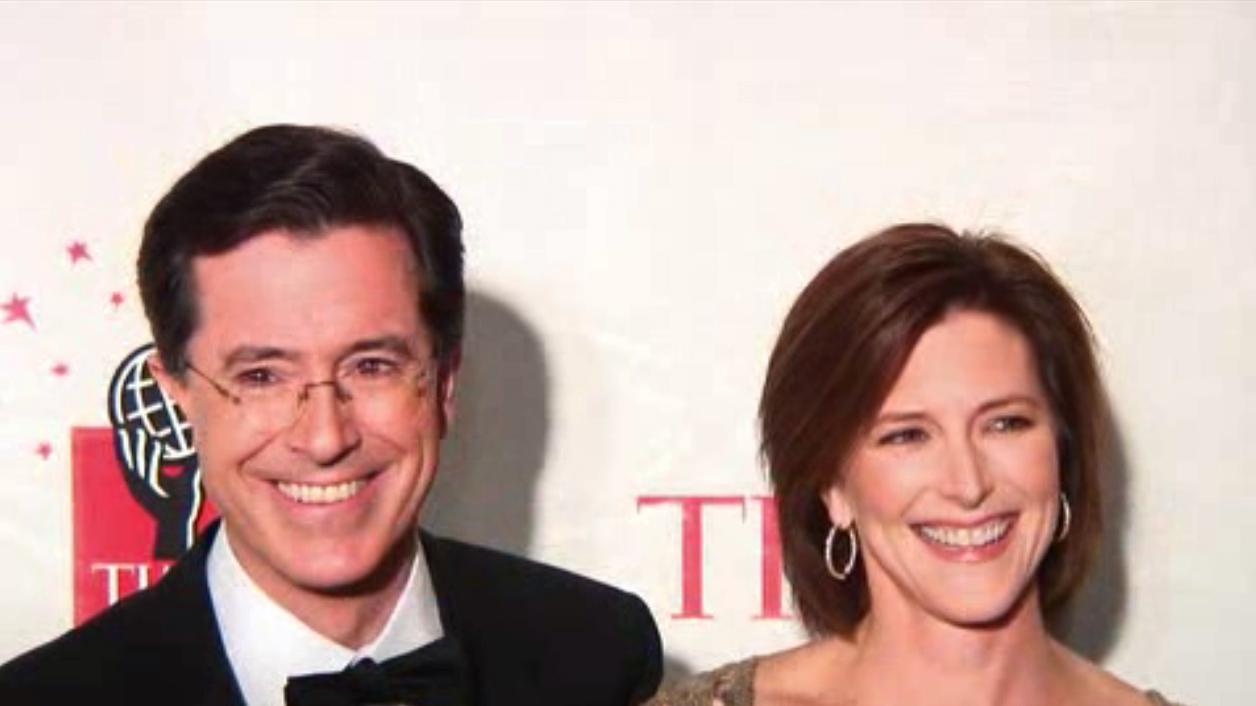
Кольбер со своей женой в 2006 году

По его словам, он не сильно интересовался политикой до прихода на The Daily Show. В интервью 2004 года сказал, что считает себя сторонником демократов. Кольбер практикует католичество и преподает в воскресной школе.
Кольбер женат на Эвелин Макги-Кольбер (англ. Evelyn McGee-Colbert), имеет троих детей. При этом Кольбер предпочитает, чтобы его дети не смотрели The Colbert Report, поскольку считает, что дети не понимают сарказм, и он не хотел бы, чтобы они считали его неискренним.

## Фильмография
| Год       |     | Русское название                      | Оригинальное название               | Роль                            |
| --------- | --- | ------------------------------------- | ----------------------------------- | ------------------------------- |
| 1993      | с   | —                                     | Missing Persons                     | Чет Дейвис                      |
| 1995—1996 | с   | —                                     | Exit 57                             | разные персонажи                |
| 1996      | с   | Шоу Дэны Карви                        | The Dana Carvey Show                | разные персонажи                |
| 1996      | с   | Спин-Сити                             | Spin City                           | Фрэнк                           |
| 1996—2011 | с   | Субботним вечером в прямом эфире      | Saturday Night Live                 | разные персонажи                |
| 1997      | с   | —                                     | Apt. 2F                             | н/д                             |
| 1997      | кор | —                                     | Shock Asylum                        | доктор Деволт                   |
| 1997—2015 | с   | Ежедневное шоу                        | The Daily Show                      | корреспондент                   |
| 1999      | с   | Поздняя ночь с Конаном О’Брайеном     | Late Night with Conan O’Brien       | скрипач                         |
| 1999      | ф   | Пусть идёт снег                       | Snow Days                           | счастливый успешный парень      |
| 1999      | с   | —                                     | Random Play                         | разные персонажи                |
| 1999—2000 | с   | Незнакомцы с конфеткой                | Strangers with Candy                | Чак Нобле                       |
| 2000—2007 | мс  | Харви Бёрдман                         | Harvey Birdman, Attorney at Law     | Майрон Редукто / Фил Кен Себбен |
| 2002      | мс  | Говорящие куклы                       | Crank Yankers                       | Роб                             |
| 2003      | ф   | Никто не знает ничего                 | Nobody Knows Anything!              | ведущий новостей                |
| 2004      | с   | Умерь свой энтузиазм                  | Curb Your Enthusiasm                | турист                          |
| 2004      | с   | Закон и порядок: Преступное намерение | Law & Order: Criminal Intent        | Джеймс Беннетт                  |
| 2004      | мс  | Другой берег                          | The Wrong Coast                     | разные персонажи                |
| 2004—2015 | мс  | Братья Вентура                        | The Venture Bros.                   | профессор Импоссибл             |
| 2005      | ф   | Freeвольная жизнь                     | Strangers with Candy                | Чак Нобле                       |
| 2005      | ф   | Великое новое чудо                    | The Great New Wonderful             | директор Пирсолл                |
| 2005      | ф   | Колдунья                              | Bewitched                           | Стю Робинсон                    |
| 2005      | ки  | —                                     | Outlaw Tennis                       | комментатор                     |
| 2005      | мс  | Американский папаша!                  | American Dad!                       | доктор Дендлайкер               |
| 2007      | мс  | Симпсоны                              | The Simpsons                        | Колби Краус                     |
| 2008      | ф   | Секс-гуру                             | The Love Guru                       | Джей Келл                       |
| 2009      | мф  | Монстры против пришельцев             | Monsters vs. Aliens                 | президент Хэтэуэй               |
| 2011      | ф   | Компания                              | Company                             | Гарри                           |
| 2012      | с   | Офис                                  | The Office                          | Брокколи Роб                    |
| 2013      | с   | Альфа-дом                             | Alpha House                         | в роли самого себя              |
| 2013      | ф   | Хоббит: Пустошь Смауга                | The Hobbit: The Desolation of Smaug | шпион бургомистра               |
| 2014      | мф  | Приключения мистера Пибоди и Шермана  | Mr. Peabody and Sherman             | Пол Питерсон                    |
| 2014—2015 | мс  | Конь БоДжек                           | BoJack Horseman                     | мистер Уизерспун                |
| 2015      | с   | Карточный домик                       | House of Cards                      | в роли самого себя              |
| 2015      | с   | Проект Минди                          | The Mindy Project                   | отец Майкл                      |
| 2015      | мс  | Рик и Морти                           | Rick and Morty                      | Зип                             |
| 2017      | с   | Дома с Эми Седарис                    | At Home with Amy Sedaris            | в роли самого себя              |
| 2018      | мф  | Харви Бёрдман, генеральный прокурор   | Harvey Birdman: Attorney General    | Фил Кен Себбен                  |
| 2018—2020 | мс  | Наш мультяшный президент              | Our Cartoon President               | Вулф Блицер                     |
| 2019      | с   | Мадам госсекретарь                    | Madam Secretary                     | в роли самого себя              |
| 2019      | кор | —                                     | Darrylgorn                          | Дэррилгорн                      |
| 2021      | с   | —                                     | Girls5eva                           | Алф Мьюсик                      |

## Награды и номинации
- 2004 — премия «Эмми» за сценарии к The Daily Show
- 2005 — премия «Эмми» за сценарии к The Daily Show
- 2006 — премия «Эмми» за сценарии к The Daily Show
- 2007 — «Оратор Года» (Cross Examination Debate Association, CEDA)
- 2008 — «Персона года» по версии премии «Вебби»[36]